# Burgstall Lobenstein
Die Burgstall Lobenstein ist eine abgegangene mittelalterliche Höhenburg auf 570 m ü. NHN, 450 Meter südwestlich der Ortskapelle von Lobenstein, einem Ortsteil der niederbayerischen Marktgemeinde Röhrnbach im Landkreis Freyung-Grafenau in Bayern. Die Anlage wird als Bodendenkmal unter der Aktennummer D-2-7247-0008 im Bayernatlas als „Burgstall des Mittelalters“ geführt.

## Geschichte
Die Burg Lobenstein gehörte im Hochmittelalter den Herren von Wisen, die auf der Burg Großwiesen ihren Stammsitz hatten und im 14. Jahrhundert ausgestorben sind.

## Beschreibung
Diese hoch- und spätmittelalterliche Anlage liegt auf der Südspitze einer bewaldeten Bergkuppe. Der nach Süden gerichtete Bergsporn ist 6 m breit und 8 m lang und wird von einem gebogenen und beiderseits in die Hänge auslaufenden Halsgraben gegen das Hinterland abgesichert. An der Westseite des Innenraums wurden durch einen rezenter Steinbruch Material entnommen. Ein 2 m tiefer Halsgraben steigt zum Innenraum um 3 m an; an der nördlichen Grabenböschung ragt eine Felsklippe empor. Das Burgareal fällt auf der Ost-, Süd- und Westseite steil ab, im Westen ist der Steilhang unterhalb des Turmhügels mehrfach terrassiert. Auf jeder der kleinen Terrassen hat sich Mauerwerk erhalten: es handelt sich um Grundmauernzüge, die einstmals schmale Gebäude trugen. Vorhandene Mörtelspuren lassen auf einstmals hier bestehende massive Gebäude schließen. Die Anlage wird als Turmhügel mit Ringgraben und einem erhaltenen quadratischen Turmfundament beschrieben.